# Reinsberg (Austria)
Reinsberg è un comune austriaco di 1 012 abitanti nel distretto di Scheibbs, in Bassa Austria.